# A sci-fi mesterei (könyvsorozat)
A sci-fi mesterei a Móra Ferenc Könyvkiadó 1990 és 1992 között megjelent science-fiction könyvsorozata. A sorozatot Kuczka Péter szerkesztette.

## A sorozatban megjelent kötetek
| Év   | Szerző            | Cím                         |
| ---- | ----------------- | --------------------------- |
| 1990 | Arthur C. Clarke  | A gyermekkor vége           |
| 1990 | Alfred Bester     | Tigris! Tigris!             |
| 1990 | Isaac Asimov      | A mezítelen nap             |
| 1990 | John Wyndham      | A triffidek napja           |
| 1991 | Isaac Asimov      | Én, a robot                 |
| 1991 | Greg Bear         | A vér zenéje                |
| 1991 | Clifford D. Simak | A város                     |
| 1991 | Fritz Leiber      | A vándor                    |
| 1992 | Douglas Adams     | Vendéglő a világ végén      |
| 1992 | Ursula K. Le Guin | Égi eszterga                |
| 1992 | Frederik Pohl     | Túl a kék eseményhorizonton |

## Lásd még
- Kozmosz Fantasztikus Könyvek